# Katsu Kaishū

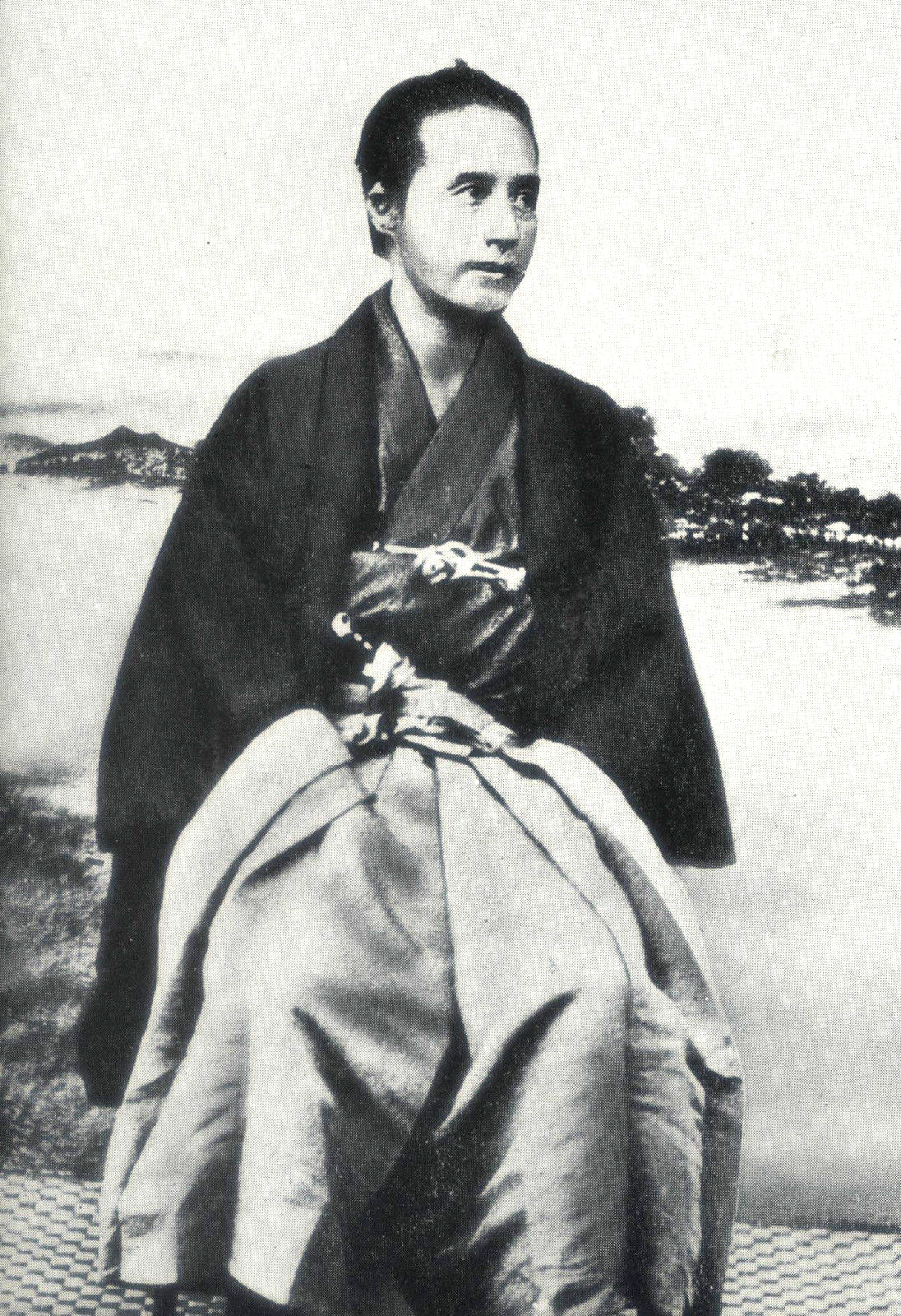
Katsu in traditionellem Gewand

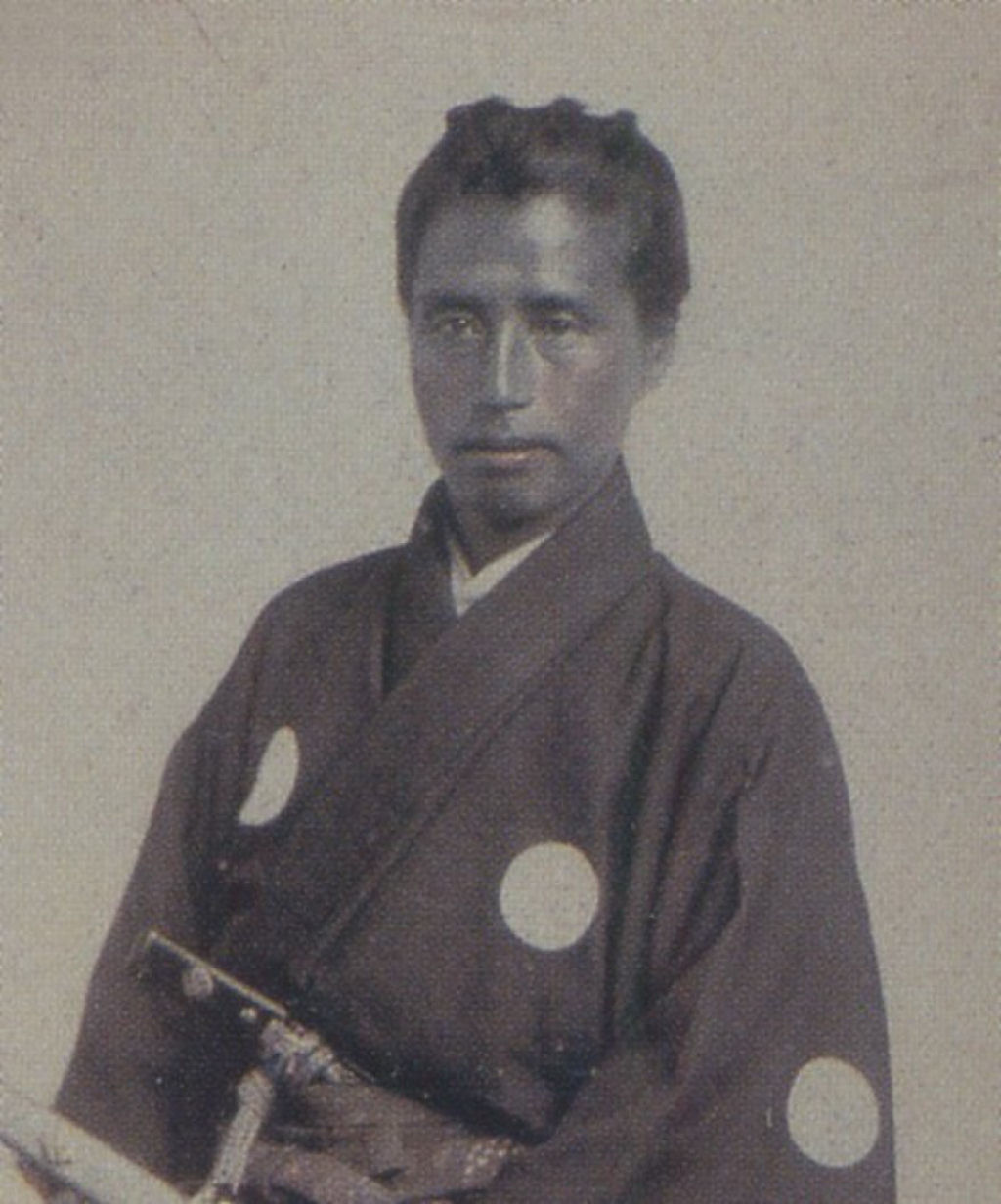
Katsu in San Francisco, 1860

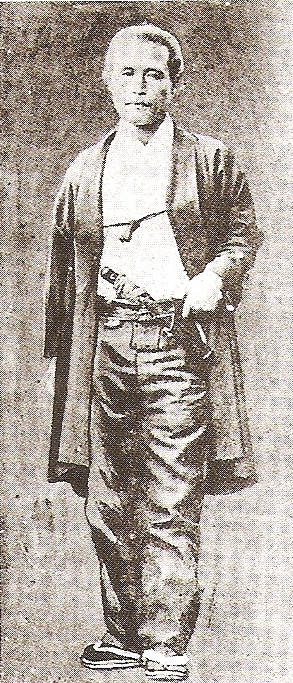
Katsu in westlicher Kleidung

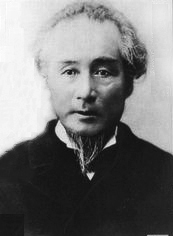
Yoshiyasu Katsu in der Meiji-Zeit

Katsu Kaishū (japanisch 勝 海舟; * 12. März 1823; † 21. Januar 1899) war ein japanischer Staatsmann und Schiffsbauingenieur in der ausgehenden Edo-Zeit und der Restaurationsperiode der Meiji-Zeit. Katsu Kaishū ist bekannt als Admiral und Flottenbevollmächtigter des letzten Shōguns der Tokugawa-Dynastie und für seine Rolle bei der Kapitulation von Edo (heutiges Tokio), die das Ende des Shogunats bedeutete.
Den Namen Kaishū entnahm er der Kalligraphie Kaishū Shooku (海舟書屋) von Sakuma Shōzan. Sein Geburtsname war Rintarō (麟太郎), im Erwachsenenalter hieß er Yoshikuni (義邦). Während der Edo-Zeit wurde er oft Awa gerufen, was auf seinen Titel, Awa no kami (安房守), zurückzuführen ist. Mit der Meiji-Restauration änderte er seinen Namen zu Yasuyoshi (安芳).

## Biografie

### Jugendjahre
Katsu Kaishū wurde in Edo als Sohn eines rangniederen Vasallen des Tokugawa-Shogunats geboren. Sein Vater, Katsu Kokichi, der auch in der Autobiografie Musui's Story vorkommt, war ein schwieriger Mann und Oberhaupt einer rangniederen Samurai-Familie, bis er gezwungen wurde, den Familienvorstand an den erst 15-jährigen Sohn Rintarō/Kaishū zu übergeben. Katsu widmete seine Jugend dem Studium der Niederländischen Sprache (Rangaku) und der europäischen Militärwissenschaft und wurde zunächst Übersetzer und Dolmetscher, als mit der Ankunft Commodore Perrys ab 1853 Verhandlungen mit Ausländern notwendig wurden. In dieser Zeit machte sich Kaishū einen Namen als Experte des westlichen Militärwesens. Zwischen 1855 und 1859 diente er daher unter der Aufsicht niederländischer Experten als Ausbilder von Marinerekruten am Marineausbildungszentrum Nagasaki zusammen mit Nagai Naoyuki.

### Militärdienst
1860 wurde Kaishū aufgrund seiner Fachkenntnisse zum Kommandanten des ersten Kriegsschiffs nach westlicher Bauart ernannt, das 1855 von den Niederlanden gekauft wurde. Mit der Unterstützung des amerikanischen Marineoffizier Lt. John Mercer Brooke brachte Kaishū mit der Kanrin Maru 1860 die erste japanische Delegation in die USA. Über San Francisco ging es nach Washington, um den Harris-Vertrag (japanisch-amerikanischer Freundschafts- und Handelsvertrag) zu ratifizieren und der Welt zu signalisieren, dass Japan auf dem Weg in die Modernisierung sei.
Kaishū blieb ungefähr zwei Monate in San Francisco und beobachtete das Leben der Amerikaner sehr genau. Nach seiner Rückkehr nach Japan bekleidete Katsu eine Reihe hochrangiger militärischer Posten in der Marine des Shōgunats. Er setzte sich dabei u. a. dafür ein, dass Japan eine vereinigte Marine brauche, die von professionell trainierten Offizieren zu führen sei, und stellte sich somit gegen die übliche Praxis, Ämter nach Erbrecht zu vergeben. In seiner Zeit als Direktor der Marineschule Kōbe von 1863 bis 1864 wurde diese zum Zentrum kritischen und progressiven Gedankenguts.
Es hatte schon mehrere Jahre Uneinigkeit zwischen dem Bakufu (der Regierung der Tokugawa) und der reformistischen Sonnō-jōi-Bewegung geherrscht, die den Shōgun stürzen und den Kaiser an die Macht bringen wollte. 1866 wurde Katsu Kaishū zum Hauptverhandlungsführer zwischen dem Bakufu und den rebellischen Lehen (Han) von Chōshū und Satsuma. Im November 1867 hatte Kaiser Meiji den Satsuma und Chōshū das Recht zugesprochen, das Bakufu zu stürzen. Der regierende Shōgun Tokugawa Yoshinobu kam dem jedoch zuvor, indem er am nächsten Tag von seinem Amt (aber nicht seiner Macht) zurücktrat. Die Ereignisse spitzten sich am 3. Januar 1868 zu, als der Kaiser die Wiederherstellung seiner eigenen Macht erklärte. Sieben Tage später begann der Boshin-Krieg, als Shōgun Tokugawa Yoshinobu diese Erklärung für illegal erklärte und Kyōto, den Sitz des Kaisers, angriff. Obwohl Katsu Kaishū selbst mit den Gegnern der Tokugawa sympathisierte, blieb er der Regierung im Zuge des Kriegs treu. Trotz einer Überlegenheit von drei zu eins und Ausbildung durch französische Militärberater führte die erste größere Schlacht nahe Toba und Fushimi zu einer vollständigen Niederlage der 15.000 Mann starken, aber schlecht geführten Truppe des Shōguns. Dies zwang Yoshinobu zur Flucht nach Edo. Katsu spielte daraufhin die zentrale Rolle bei der Übergabe der Hauptstadt an Saigō Takamori aus Satsuma, der als Ergebnis der Verhandlungen die bedingungslose Kapitulation Edos im Mai 1868 akzeptierte. Katsu Kaishū folgte dem letzten Shōgun, Tokugawa Yoshinobu, ins Exil nach Shizuoka.

### Meiji-Zeit
Katsu Kaishū kehrte für kurze Zeit in den Beamtendienst zurück, 1872 als Vizeminister der Kaiserlichen Japanischen Marine, von 1873 bis 1878 als Marineminister. Er war einer der prominenten Tokugawa-Vasallen, die eine Anstellung in der neuen Regierung fanden und zwischen 1869 und 1885 der einzige Abgeordnete im Rang eines sangi (参議), der nicht aus einer der vier großen Lehen kam, die hauptsächlich für den Fall des Shōgunats verantwortlich waren und in der Meiji-Regierung den Großteil der Posten besetzten (Satsuma, Chōshū, Tosa, Hizen). Obwohl Kaishū Einfluss auf die Marine gering war, da auch hier Offiziere aus Satsuma dominierten, hatte er eine Stimme im Ältestenrat (eigentl. Staatsrat) bezüglich der nationalen Politik. In den folgenden zwei Jahrzehnten diente er im Staatsrat und schrieb Abhandlungen zu Themen der Marine, bis er 1899 starb.
1887 wurde er in den Adelsstand erhoben und erhielt den Titel des Grafen (hakushaku).
Katsu überlieferte seine Memoiren in seinem Buch Hikawa Seiwa.